# Centre chorégraphique national de Caen en Normandie

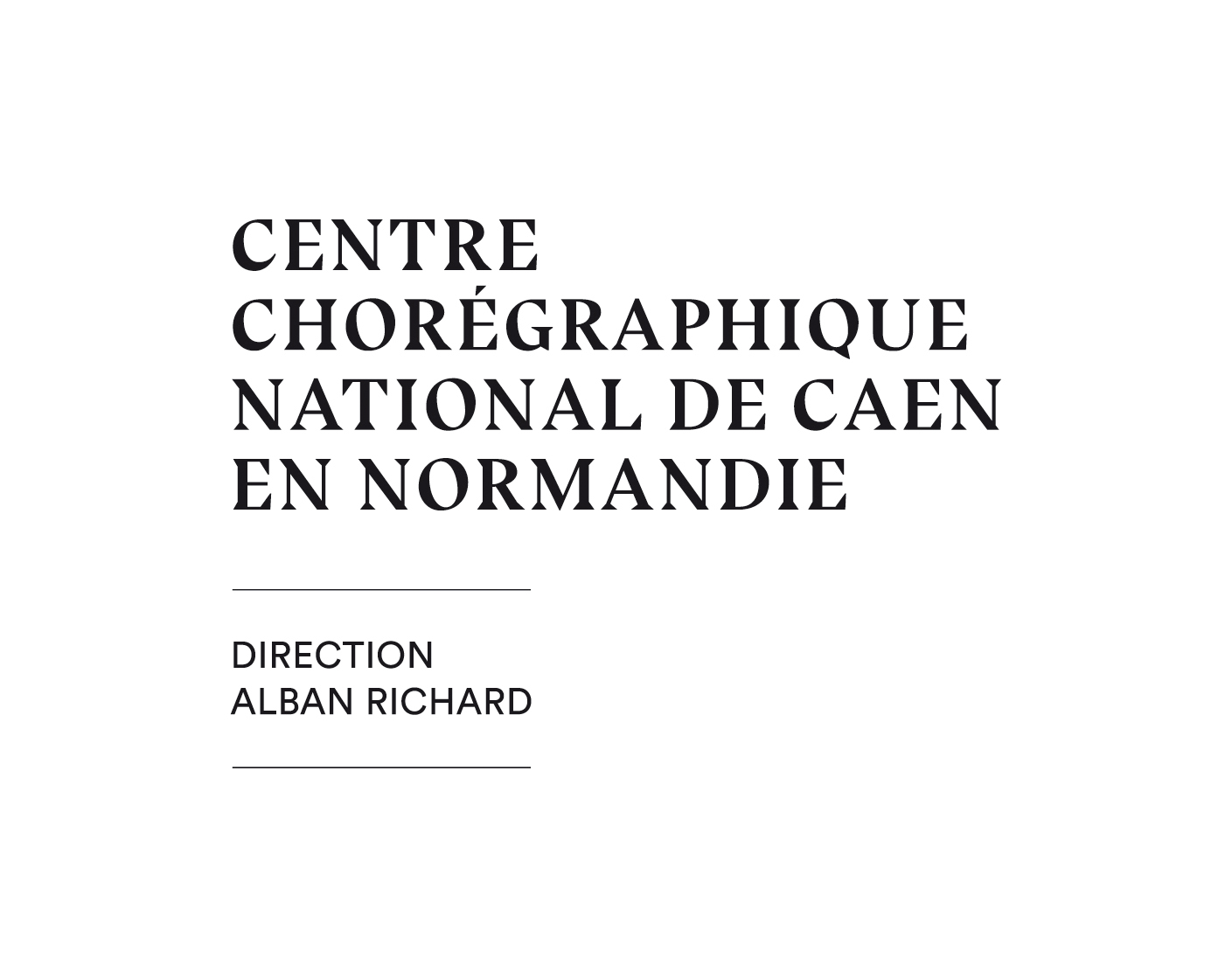

Centre chorégraphique national de Caen en Normandie, anciennement Centre chorégraphique national de Caen/Basse-Normandie, est une institution culturelle française consacrée à la danse basée à Caen dans le département du Calvados en région Normandie.
Créé en 1984, Centre chorégraphique national de Caen en Normandie est un lieu de création, de recherche et de formation de danse contemporaine.
Le projet est labellisé Centre chorégraphique national (CCN) par le ministère de la culture, label dont la structure tire son nom par métonymie. Deux structures normandes ont leurs projets artistiques et culturels labellisés CCN : Centre chorégraphique national de Caen en Normandie et Le Phare situé au Havre.

## Situation
Centre chorégraphique national de Caen en Normandie est installé dans la Halle aux Granges. Ce bâtiment industriel, situé rue de Carel, a été construit dans la première partie du XXe siècle pour abriter les ateliers des Courriers normands (ancêtre des Bus verts). Réaménagée en 1982 par la ville de Caen pour en faire un gymnase, cette halle est mise à disposition de Centre chorégraphique national de Caen en Normandie à sa création en 1984.
La halle est divisée en trois espaces entre Centre chorégraphique national de Caen en Normandie, Comédie de Caen et Conservatoire à rayonnement régional de Caen. Centre chorégraphique national de Caen en Normandie, dispose dans cet ensemble d’un studio de 400 m2, « la Halle Noire ». Par ailleurs, il partage avec Comédie de Caen l’utilisation d’un deuxième espace,  « la Halle Blanche ».

## Historique
Le centre chorégraphique national de Caen/Basse-Normandie (CCNC/BN) est tout d'abord dirigé par Quentin Rouillier de sa création en 1984 à 1987. Karine Saporta lui succède pendant quinze ans. De 2004 à juin 2015, le duo Héla Fattoumi et Éric Lamoureux s'y installe et y développe le projet « L’ICI et L’AILLEURS », une association de deux mots choisis pour la symbolique et la dynamique qu’ils suscitent, s’accordant à la pensée d’Edgar Morin arrimée à l’idée force  : « privilégier ce qui relie plutôt que ce qui sépare ». Idée-force donc, qui préside à l’esprit adoptée tant dans la conception, que dans la conduite du projet.
Au-delà des missions partagées par l’ensemble des structures labellisées CCN, un des axes fort du projet fut la création du festival « Danse d’Ailleurs ». Ce festival, dont la première édition a lieu en 2005, se propose de remettre en perspective la notion d’universalisme en questionnant les cadres référents de la modernité en art par la découverte d’artistes travaillant hors Occident. « Changer en échangeant », cette phrase empruntée à Édouard Glissant, chantre de la créolisation, synthétise cet esprit d’ouverture à l’altérité qu’elle soit géographique, culturelle ou esthétique. Le focus s’est d’abord concentré sur des artistes issus du continent africain, puis asiatique pour enfin se thématiser sur des ailleurs esthétiques mis en perspective.
Depuis le 1er septembre 2015, Alban Richard est directeur de la structure autour d'un nouveau projet. Il est accompagné pour cela de deux artistes associés (Mélanie Perrier et Ola Maciejewska) et de quatre artistes-compagnons (Christine Gaigg, Phia Ménard, Jérôme Combier et Mickaël Phelippeau). Il souhaite en faire « un lieu en partage ouvert aux artistes, aux associations locales, aux habitants et un lieu ouvert à la création artistique, au répertoire contemporain. »
Avec l'arrivée d'Alban Richard et en préfiguration de la future Région Normandie, créée en 2016, la structure est renommée à cette occasion " Centre chorégraphique national de Caen en Normandie" .
Centre chorégraphique national de Caen en Normandie est subventionné par le ministère de la Culture (direction régionale des Affaires culturelles de Normandie), la Région Normandie, la Ville de Caen, le Département du Calvados, le Département de la Manche, le Département de l’Orne.
Plusieurs projets de transfert ont été annoncés. En 2011, la mairie de Caen fait jouer son droit de préemption sur la chapelle de l'hôpital du Bon-Sauveur en indiquant avoir comme projet d'y relocaliser le Centre chorégraphique national de Caen Basse-Normandie,. Le projet de transfert du centre chorégraphique est remis en cause par le changement de majorité lors des élections municipales de 2014. Lors du conseil municipal du 3 février 2025, décision est prise de transférer le Centre chorégraphique national de Caen en Normandie dans l'ancien manège de l'académie d'équitation de Caen.

## Direction
- 1984-1987 : Quentin Rouillier
- 1988-2003 : Karine Saporta
- 2004-2015 : Héla Fattoumi & Éric Lamoureux
- Depuis septembre 2015 : Alban Richard[6]